# 71 Niobe
Niobe /ˈnaɪəbiː/ (định danh hành tinh vi hình: 71 Niobe) là một tiểu hành tinh Gallia bằng đá và quay tương đối chậm ở vùng trung tâm của vành đai chính, có đường kính khoảng 90 km. Nó được nhà thiên văn học người Đức Karl T. R. Luther phát hiện ngày 13 tháng 8 năm 1861 và được đặt theo tên Niobe, một nhân vật trong thần thoại Hy Lạp. Vào năm 1861, độ sáng của tiểu hành tinh này đã được nhà thiên văn Friedrich Tietjen chỉ ra là khác nhau.